# Église Saint-Georges de Cologne
L’église Saint-Georges (en allemand St. Georg, Sankt Georg) est l'une des douze églises romanes de la ville de Cologne, en Allemagne.

## Histoire

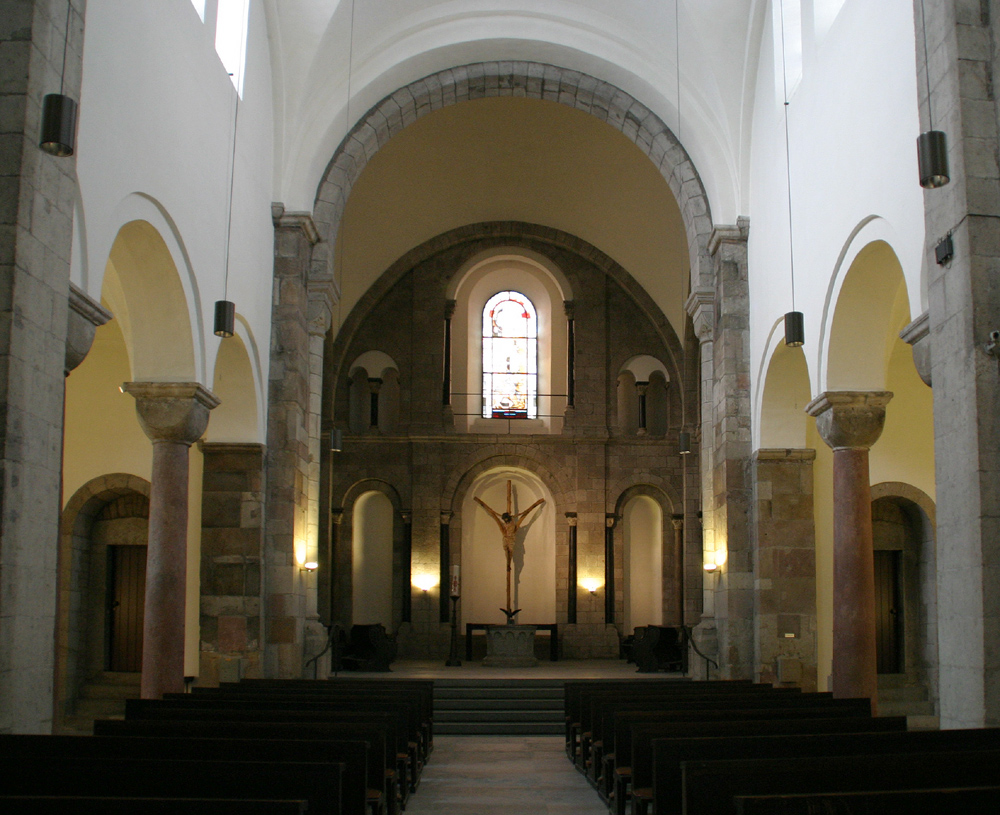
Intérieur de l'église St Georg.

La date de fondation de Saint-Georges remonte à l'archevêché d'Annon II de Cologne et sa construction se poursuit jusqu'en 1067. Auparavant se trouvait là un oratoire bâti au VIIe siècle probablement détruit par les Normands.
La nef est voûtée au milieu du XIIe siècle, vers 1150 le massif occidental est ajouté en 1188 et le portail d'entrée du côté nord en 1551. Après différentes rénovations, l'église est restaurée dans son état du XIIe siècle à la fin des années 1920.
Le bâtiment est endommagée pendant les bombardements de la Seconde Guerre mondiale, entraînant une restauration importante en 1964, et en 1978 pour l'intérieur.

## Architecture
Le plan tréflé de son extrémité orientale est typique des églises romanes de Cologne, son chœur et ses transepts se terminant chacun par une abside. La nef est unique à Cologne car son arcade repose sur des colonnes plutôt que sur des piliers.
La façade est robuste, avec des murs de 5 mètres d'épaisseur, ce qui suggère qu'il était censé être plus haut que ce qui fut réellement construit. Le toit roman original remplacé par un beffroi baroque, mais endommagé pendant la Seconde Guerre mondiale, fut remplacé par un toit en cuivre à forte pente. À la fin des années 1920, l'église a été entièrement pourvue en vitraux par l'artiste expressionniste Johan Thorn Prikker. Ces vitraux ont été détruits pendant la guerre, mais ont été reproduits à partir de dessins originaux.